# Скороднянская территориальная администрация
Скороднянская территориальная администрация — сельское территориальное образование в Губкинском городском округе Белгородской области, включающее в себя 6 населённых и 1 ненаселённый пункты. Глава администрации — Седых Сергей Николаевич.
Место расположения администрации — село Скородное.

## Состав
| Вид населённого пункта | Наименование | Население |
| ---------------------- | ------------ | --------- |
| хутор                  | Жильцово     | 0         |
| хутор                  | Залесье      | 12        |
| хутор                  | Коренёк      | 53        |
| село                   | Ольховатка   | 319       |
| хутор                  | Первый Ложок | 19        |
| село                   | Скородное    | 3711      |
| село                   | Телешовка    | 228       |